# Daiqu Yang
Daiqu Yang är ett sund i Kina. Det ligger i provinsen Zhejiang, i den östra delen av landet, omkring 200 kilometer öster om provinshuvudstaden Hangzhou.